# Buxbaumiaceae
Buxbaumiaceae là một họ rêu trong bộ Buxbaumiales.